# PZL–101 Gawron
A PZL–101 Gawron a varsói WSK-Okęcie vállalatnál az 1960-as években gyártott mezőgazdasági, többcélú és futárrepülőgép.

## Története
A PZL–101 a Lengyelországban 1956-tól licenc alapján gyártott Jak–12M továbbfejlesztett változata. A WSK-Okęcie szakemberei a Jak–12M-ből kiindulva egy nagyobb hasznos terhelésű mezőgazdasági repülőgép kifejlesztését tűzték ki célul. A tervezési munkálatokat Stanisław Lassota irányította. A kétfős személyzet ülése mögött helyezték el a 800 liter kapacitású vegyszer-tartályt. A nagyméretű, a gép vonalából kilógó tartály miatt a törzs felső részén egy púp volt. A vegyszeres tartály beépítése miatt az eredeti géphez képest hátrébb vándorolt a súlypont. Ennek kompenzálására kismértékben nyilazták az újratervezett szárnyat, ezzel az aerodinamikai középpont is hátrébb került. A szárnyak végére áramlást javító, nagyméretű szárnyvégzáró lapokat szereltek. Ezeket azonban később a gépek többségéről leszerelték, mert megnövelte az oldalfelületet és oldalszélben való leszállás közben kedvezőtlenek voltak. A súlypont hátrébb kerülése miatt a Jak–12-höz képest a főfutókat is hátrébb helyezték el. Módosították a vezérsíkokat, és a hasznos terhelés maximalizálása érdekében a gép berendezéseit a lehető legnagyobb mértékben leegyszerűsítették, így például a Jak–12 jobb oldali ajtaját is elhagyták. Megnövelték az üzemanyagtartályok befogadóképességét is. A repülőgépbe az Ivcsenko AI–14 csillagmotor Lengyelországban licenc alapján gyártott változatát, a PZL AI–14 motort építették. A gép első prototípusa 1958. április 14-én emelkedett először a levegőbe Mieczysław Miłosz berepülőpilótával a fedélzetén, sorozatgyártása 1960-ban kezdődött el Varsóban.
1962-től gyártották a gép javított változatát, a PZL–101A-t, melyet továbbfejlesztett berendezésekkel, megemelt pilóta-ülésekkel láttak el, és visszakerült rá az alapváltozatnál elhagyott jobb oldali ajtó. 1965-ben kezdték el a továbbfejlesztett PZL–101B változat gyártását, amely külsőre elsősorban a motor szívócsövéhez vezető nagyobb levegőbeömlő nyílásról ismerhető fel. A B-változatnál már a mezőgazdasági gépeknél sem volt púpos a törzs a felső részén. A kétszemélyes mezőgazdasági változat mellett az A- és B-verziókból négyszemélyes futár- és légimentő kivitel is készült.
A típus sorozatgyártását 1968-ban fejezték be. Addig összesen 325 db gép készült. Ebből 215 db kétüléses mezőgazdasági kivitelű, 78 db négyüléses futár repülőgép, 32 pedig légimentő változat volt.

## Alkalmazása

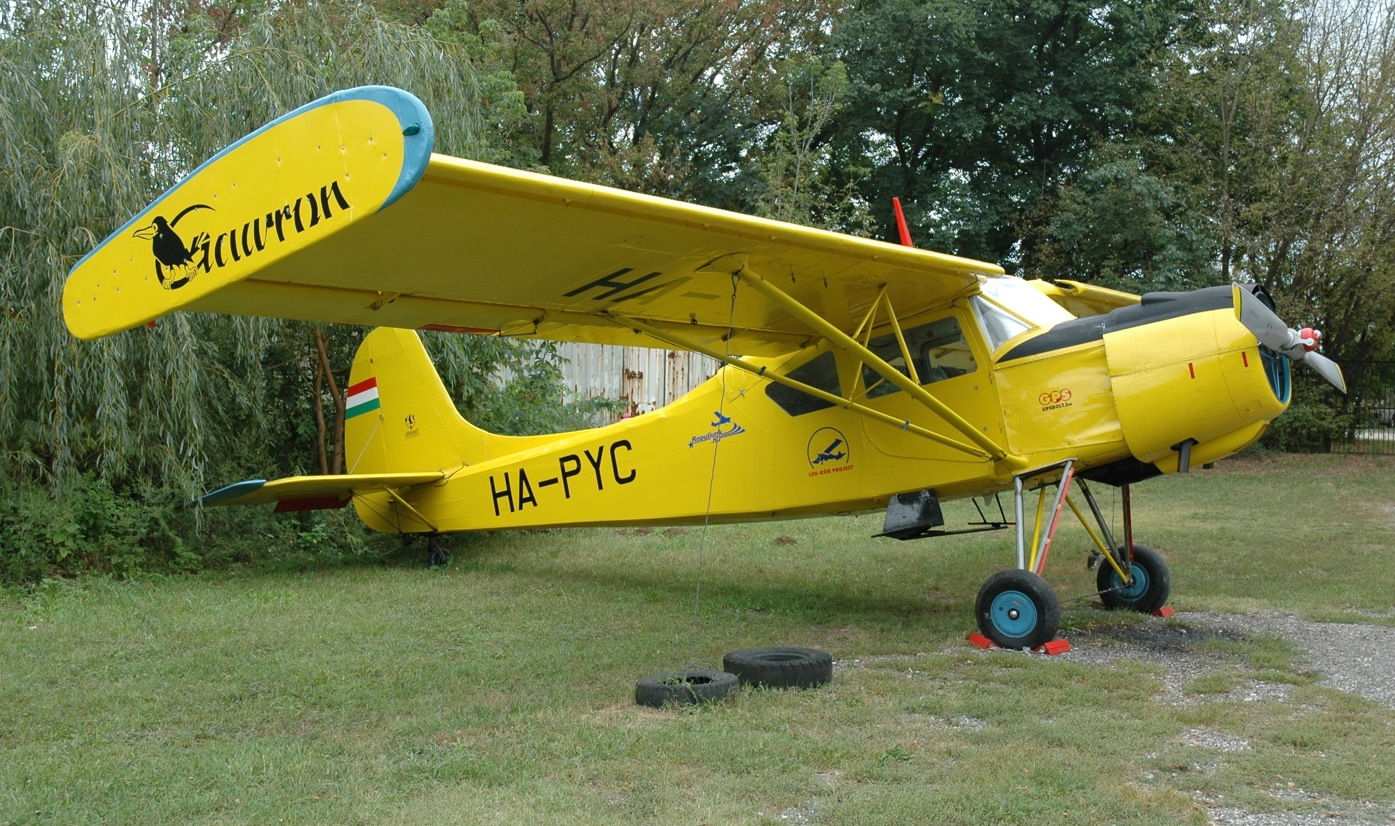
A HA-PYC lajstromjelű PZL–101 Gawron a dunakeszi repülőtéren

A repülőgép legfőbb alkalmazója Lengyelország volt. A lengyel mezőgazdasági repülés mellett a légimentő szolgálat használta, a repülőklubokban pedig főként vitorlázó repülőgépek vontatására és ejtőernyős ugráshoz alkalmazzák még napjainkban is. Lengyelországban az 1970-es években a PZL–106 Kruk, majd a PZL-Mielec M–18 Dromader típusú gépek váltották fel a mezőgazdasági repülésben. Néhány példányát a légierő könnyű futárrepülőgépként használta.
Összesen 143 db-ot exportáltak, legnagyobb mennyiségben Bulgáriába és Magyarországra, kisebb számban Ausztriába, Finnországba, Spanyolországba, Indiába és Törökországba.
Magyarország több mint 30 db-ot vásárolt a típusból. Az RNÁ (Repülőgépes Növényvédő Állomás 1960-ban állította szolgálatba az első PZL–101-es gépeket. Ez a gép volt a magyar mezőgazdasági repülés első, nagyobb mennyiségben rendszeresített típusa. A MÉM RSZ-en kívül (az RNÁ jogutódja) az MHSZ repülőklubjainál is szolgálatban állt, ahol főként vitorlázó-vontatásra használták. A típus néhány példánya még napjainkban is üzemel Magyarországon.

## Szerkezeti kialakítása és műszaki jellemzői
A PZL–101 hagyományos elrendezésű, vegyes építésű, felsőszárnyas repülőgép. A törzs acélból készült rácsszerkezet, mely a gép elülső részén dural borítást, a farokrészen vászonborítást kapott. A szárny kétfőtartós, dúcokkal merevített. A fémszerkezetű, vászonnal borított szárny mechanizált, réselt ívelőlappal és orrsegédszárnnyal szerelték fel, a szárnyvégeken zárólapokat helyeztek el. A törzs orr-részében helyezték el a kilenchengeres Ivcsenko AI–14R csillagmotort, mely kéttollú fa légcsavart hajt. Mindkét szárnyban egy-egy 90 l-es üzemanyagtartály kapott helyet. A szárnyak alatt egyenként 95 l-es üzemanyag-póttartály elhelyezésére is lehetőség van. Futóműve hagyományos, hárompontos.
A mezőgazdasági változatokat 500 literes vegyszer tartállyal szerelték fel, mellyel folyékony, por és granulált állagú vegyszer szórása lehetséges. A tartály felülről, a törzs tetején tölthető. A műtrágya (por) szóró berendezés keverőtengelyének szélkerekes forgatómotorját szintén a törzs tetején helyezték el. A szórószoknyát, a mechanikusan ill. pneumatikusan vezérel nyitó-záró szerkezettel a törzs alján a vegyszertartály kiömlőnyílására helyezték. Ugyanide kell felszerelni a permetező berendezés szivattyúját. A szórócsöveket a szárny alsó részére a kiépített csomópontokra kell felszerelni. A vegyszerszivattyú meghajtása a szivattyútengelyre szerelt szélkerék által történik. A szórási sáv szélessége repülési magasságtól függően 30–70 méter.

## Típusváltozatok
- PZL–101 – Az alapváltozat, mezőgazdasági repülőgépként gyártották 1960–1962 között.
- PZL–101A – 1962–1965 között gyártott javított változat, modernebb berendezésekkel, jobb oldalon is ajtóval felszerelve.
- PZL–101B – 1956 és 1968 között gyártott továbbfejlesztett változat. A törzs felső részén hiányzik a púpos rész, a motor alatti szívónyílás nagyobb.

## Műszaki adatai

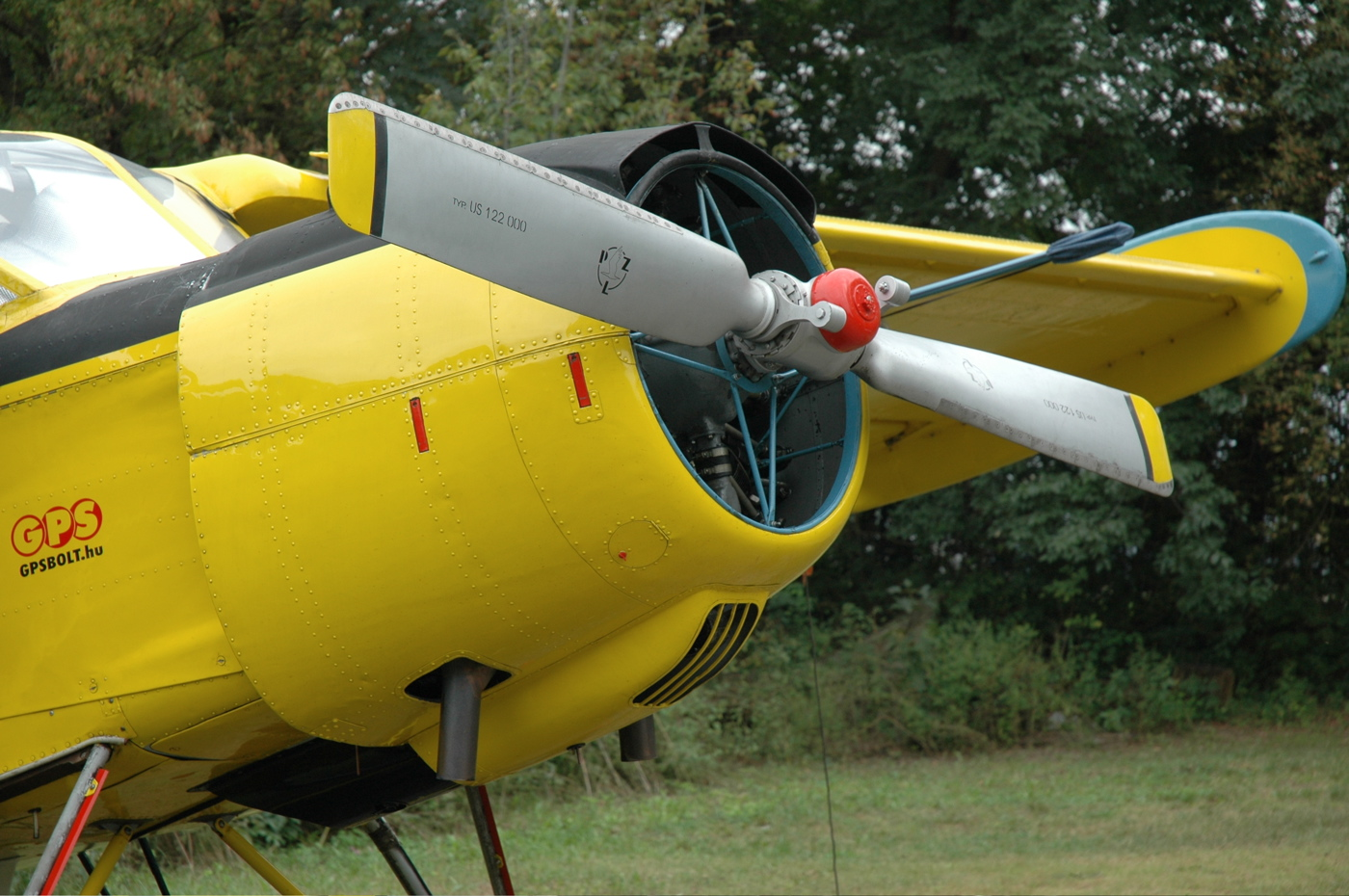
A Gawron orr-része a motorral és a légcsavarral

### Tömeg- és méretadatok
- Fesztáv: 12,68 m
- Hossz: 9,0 m
- Szárnyfelület: 23,8 m²
- Magasság: 3,12 m
- Üres tömeg: 964 kg
- Legnagyobb felszállótömeg: 1660 kg
- Hasznos terhelés: 500 kg

### Motor
- Motor típusa: Ivcsenko AI–14R kilenchengeres léghűtéses csillagmotor
- Motorok száma: 1 db
- Maximális teljesítmény: 191 kW (260 LE)
- Névleges teljesítmény: 161 kW (220 LE)

### Repülési adatok
- Gazdaságos utazósebesség: 120 km/h
- Maximális sebesség: 170 km/h
- Leszálló sebesség: 50 km/h
- Emelkedőképesség: 2,5 m/s
- Utazómagasság: 3380 m
- Hatótávolság: 240 km
- Felszállási úthossz: 100 m
- Kigurulási úthossz: 100 m

## Hasonló repülőgépek
- Jak–12
- Aero L–60 Brigadýr

## Külső hivatkozások
- Samolot PZL 101A Gawron Przegląd przed lotem (A PZL–101A Gawron repülés előtti ellenőrzése, videófilm lengyelül)